# Transports urbains laonnois
Les Transports urbains laonnois (TUL) est le réseau de transport en commun de Laon. Il se compose de trois lignes principales d'autobus(ligne 1/2/3) , une ligne reliant le quartier de la gare et la cité médiévale (ligne 4) ,une ligne permet la desserte de la Zone du Champ du Roy depuis la Gare (ligne 5) et les lignes 10 et 11 sont des lignes principalement destinées aux scolaires du quartier de la Cité et de Chambry.

## Historique
L'histoire des transports en commun de Laon débute le 9 juillet 1899 avec l'ouverture du tramway de Laon, tramway à crémaillère reliant la gare de Laon à la ville-haute et exploité par la Société du chemin de fer de Laon (SCFL).
En 1953, la ville crée un service d'autobus appelé « Micro-bus », ce service fut confié, tout comme le tramway, en 1964 à la Régie des transports urbains de la ville de Laon (RTUVL).
Le 27 janvier 1971, jugé trop vétuste, le tramway ferme définitivement et sera remplacée par un réseau de six lignes d'autobus dont cinq desservant la ville-haute dont la fréquentation ne fera que baisser.
Le 1er janvier 1982, la régie municipale est remplacée par la Société anonyme d'économie mixte des transports urbains laonnois (SAEMTUL) qui reprend le réseau sous le nom TUL, toujours en usage depuis cette époque, et non plus pour le compte de la ville mais pour celui du Syndicat intercommunal des transports urbains de Laon (SITUL).
Le 4 février 1989, le Poma 2000 de Laon est mis en service en remplacement de l'ancien tramway.
Le 1er janvier 2005, la SAEMTUL laisse place à la société Laon mobilité, filiale de Transdev, tandis que la ligne 5 est créée la même année.
En 2011, les lignes scolaires sont intégrées dans les lignes régulières.
Le 1er janvier 2014, le SITUL est dissout à la suite de la création de la communauté d'agglomération du Pays de Laon qui reprend la gestion du réseau.
Le 1er janvier 2016, le réseau est confié à RATP Développement pour une durée de sept ans, via une filiale co-créée avec COMAG (filiale de Poma) nommée Compagnie de transports urbains du pays de Laon (CTPL). Le réseau sera optimisée, tout en conservant sa structure autour du Poma 2000 et des deux lignes de bus structurantes, des lignes de proximité, de la navette de centre-ville et des renforts scolaires.
Le nouveau réseau est mis en place le 4 juillet 2016, avec un changement de l'identité visuelle et un réseau urbain recentré autour de trois lignes plus la navette de la ville haute, une ligne assurant l'ouverture et la fermeture du réseau, la navette de remplacement du Poma et deux lignes dominicales. Le Poma 2000 est fermé définitivement depuis le 27 août 2016.
Le 4 janvier 2021, le réseau est restructuré avec notamment un important renfort de l'offre des lignes 1 et 2, la ligne 3 est simplifiée et dessert systématiquement la ville-haute, la navette devient une ligne régulière nommée 4, une nouvelle ligne 5 voir le jour entre la gare et la zone du Champ du Roi et deux renforts scolaires, les lignes 10 et 11, sont créés.

## Réseau

### Autorité organisatrice
Autorité organisatrice depuis 2014, la communauté d'agglomération du Pays de Laon définit l'offre de transport, achète les véhicules dont elle est propriétaire et désigne la société chargée d'exploiter le réseau.

### Exploitant

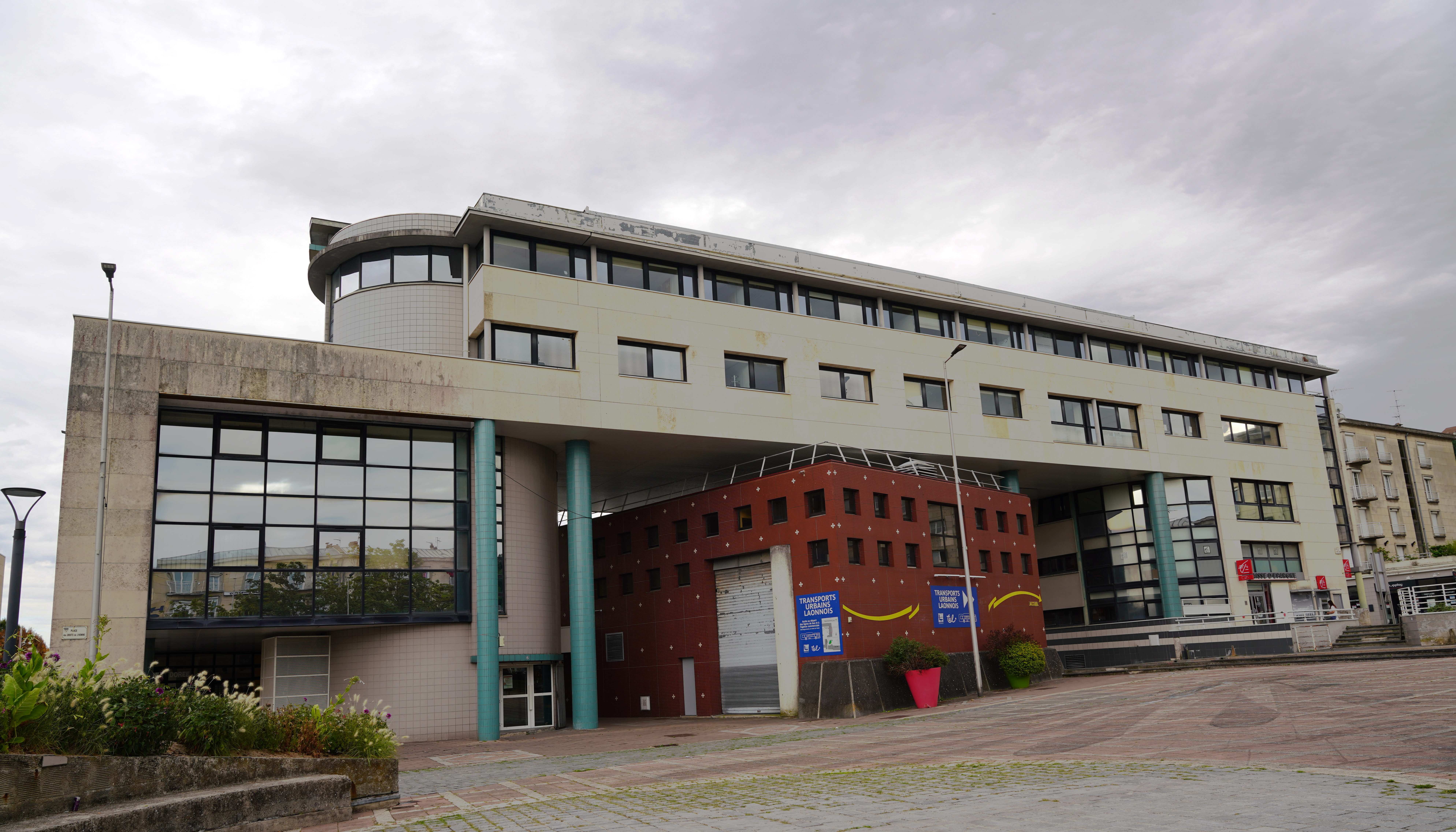
Son siège place des Droits-de-l'Homme, le bâtiment de couleur bordeaux est l'agence commerciale et l'ancienne station Gare du Poma 2000.

Exploitant le réseau depuis le 1er janvier 2016, la Compagnie de transports urbains du pays de Laon, filiale de RATP Dev, est chargé d'entretenir les véhicules et d'exploiter le réseau ; elle employait jusqu'à la fermeture du Poma 50 personnes dont : 
- 28 conducteurs ;
- 2 encadrants exploitation bus ;
- 2 mécaniciens bus ;
- 5 agents d’exploitation Poma dont 1 responsable ;
- 5 agents de maintenance Poma ;
- 1 responsable maintenance bus et Poma ;
- 5 agents administratifs ;
- 1 responsable ressources humaines/finances ;
- 1 responsable marketing/commercial.

### Lignes

#### Lignes régulières
| No | Date d'ouverture  | Parcours                 | Parcours                 | Longueur | Matériel | Exploitant |
| No | Date d'ouverture  | Terminus 1               | Terminus 2               | Longueur | Matériel | Exploitant |
| -- | ----------------- | ------------------------ | ------------------------ | -------- | -------- | ---------- |
| 1  | 14 septembre 2019 | Laon - Gare              | Laon - Claudel           | 11,8 km  | Autobus  | CTPL       |
| 2  | 14 septembre 2019 | Chambry - Chambry        | Laon - Claudel           | 13,5 km  | Autobus  | CTPL       |
| 3  | 4 janvier 2021    | Laon - Claudel           | Laon - Bois Charron      | 28 km    | Autobus  | CTPL       |
| 4  | 4 janvier 2021    | Laon - Gare (circulaire) | Laon - Gare (circulaire) | 9,6 km   | Autobus  | CTPL       |
| 5  | 14 septembre 2019 | Laon - Gare              | Chambry - Zola           | 4 km     | Autobus  | CTPL       |

#### Lignes de renfort
| No | Date d'ouverture | Parcours          | Parcours       | Longueur | Matériel | Exploitant |
| No | Date d'ouverture | Terminus 1        | Terminus 2     | Longueur | Matériel | Exploitant |
| -- | ---------------- | ----------------- | -------------- | -------- | -------- | ---------- |
| 10 | 4 janvier 2021   | Laon - Jean Zay   | Laon - Stade   | 4,7 km   | Autobus  | CTPL       |
| 11 | 4 janvier 2021   | Chambry - Chambry | Laon - Hôpital | 7,1 km   | Autobus  | CTPL       |

#### Lignes scolaires suburbaines
Les communes de la communauté d'agglomération du Pays de Laon (CAPL) non desservies par le réseau régulier bénéficient toutefois d'une desserte scolaire par un réseau d'une quinzaine de lignes assurées par des transporteurs privés à l'aide d'autocars. De plus, le réseau départemental assure lui aussi des dessertes au sein du territoire intercommunal, parfois en complément du réseau scolaire de la CAPL.

### Transport à la demande
Un service de transport à la demande découpé en deux zones, la 1 pour les communes de l'ouest et la 2 pour les communes de l'est, couvre le territoire de la communauté d'agglomération du Pays de Laon hors Laon et Chambry les jeudis et samedis ; sept arrêts de dépose existent sur ces deux dernières communes.

## Identité visuelle

### Logo

Logo jusqu'au 4 juillet 2016.
Logo actuel depuis le 4 juillet 2016.

## Exploitation

### État de parc

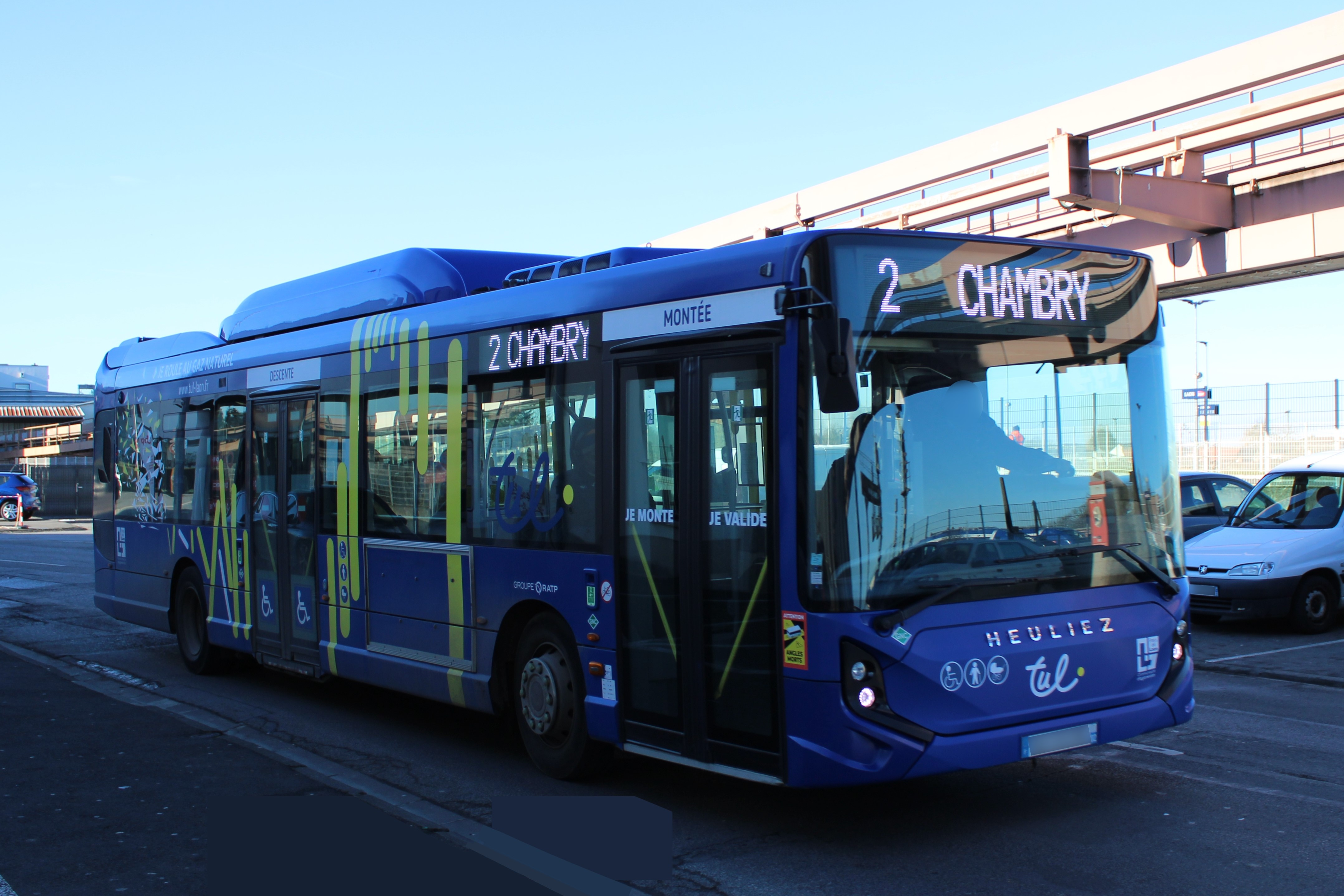
Le réseau exploite plusieurs bus au gaz, dont 4 Heuliez GX 337 GNV.

Le rapport d’activités du réseau pour l’année 2023 décompose le parc de 22 véhicules de la manière suivante :
| Gamme    | Modèle                | Nombre de véhicules | Numéro de parc | Date de mise en service      | Exploitant |
| -------- | --------------------- | ------------------- | -------------- | ---------------------------- | ---------- |
| Midibus  | Heuliez GX 117        | 1                   | 57             | Septembre 2005               | CTPL       |
| Midibus  | Heuliez GX 137 L      | 3                   | 67, 70 et 73   | Juin 2015 à avril 2019       | CTPL       |
| Standard | Heuliez GX 327        | 7                   | 58, 60 à 65    | Novembre 2006 à mars 2011    | CTPL       |
| Standard | Heuliez GX 337        | 3                   | 68, 69 et 71   | Février 2016 à mars 2017     | CTPL       |
| Standard | Heuliez GX 337 GNV    | 4                   | 74 à 77        | Décembre 2019 à juillet 2021 | CTPL       |
| Standard | Iveco Urbanway 12 GNV | 2                   | 78 et 79       | Décembre 2022                | CTPL       |
| Articulé | Heuliez GX 427        | 1                   | 99             | Mars 2010                    | CTPL       |
| Articulé | Heuliez GX 437        | 1                   | 72             | Février 2018                 | CTPL       |

#### Anciens véhicules
Par le passé, le réseau a aussi compté (incomplet) :
- 2 CBM modèle inconnu nos 26 et 30 ;
- 3 CBM TDU 850 S nos 35, 37 et 38 ;
- 5 Renault PR 100 nos 39 à 43 (40 à face avant SAFRA) ;
- 2 Van Hool AU 138 nos 44 et 45 ;
- 4 Renault PR 100.2 nos 46, 47, 48 et 51 (51 à face avant SAFRA) ;
- 1 Renault PR 180.2 no 49 ;
- 1 Renault PR 112 no 50 ;
- 1 Gruau MG 36 no 54 (ex-TUR de Reims) ;
- 1 Renault Agora Line no 55 ;
- 1 Heuliez GX 117 no 56.
- 2 Renault Agora S nos 52 et 53 ;
- 1 Renault Agora L no 66 (ex-Cars Lacroix en Île-de-France).

### Dépôt
Le dépôt des autobus, qui est aussi le siège de la CTPL, est situé avenue Pierre-Mendès-France dans la zone industrielle du Champ du Roy à Laon, à proximité de l'arrêt Jean Zay sur la ligne 2.

### Tarification et financement
La tarification est identique sur l'ensemble du réseau et, ouvre l'accès à l'ensemble des lignes. Elle est définie par la communauté d'agglomération du Pays de Laon. Le financement du fonctionnement des lignes (entretien, matériel et charges de personnel) est assuré par la CTPL. Cependant, les tarifs des tickets et abonnements dont le montant est limité par décision politique ne couvrent pas les frais réels de transport, les usagers ne payant qu'une partie du coût réel, le reste étant supporté par l'autorité organisatrice. Le manque à gagner est compensé par l'autorité organisatrice, la communauté d'agglomération du Pays de Laon. Elle définit les conditions générales d'exploitation ainsi que la durée et la fréquence des services. L'équilibre financier du fonctionnement est assuré par une dotation globale annuelle à la CTPL grâce aux contributions des collectivités publiques et au versement transport payé par les entreprises.

## Points de vente
Le réseau dispose d'une agence commerciale située au Forum des 3 Gares ouverte du lundi au samedi, c'est le seul endroit où il est possible de s'abonner.
Il est aussi possible d'acheter ses titres de transports à trois points de vente partenaires, sur la boutique en ligne et auprès des conducteurs de bus pour ce qui concerne les tickets unitaires et groupe.